# 18 de maio
18 de maio é o 138.º dia do ano no calendário gregoriano (139.º em anos bissextos). Faltam 227 dias para acabar o ano.

## Eventos históricos

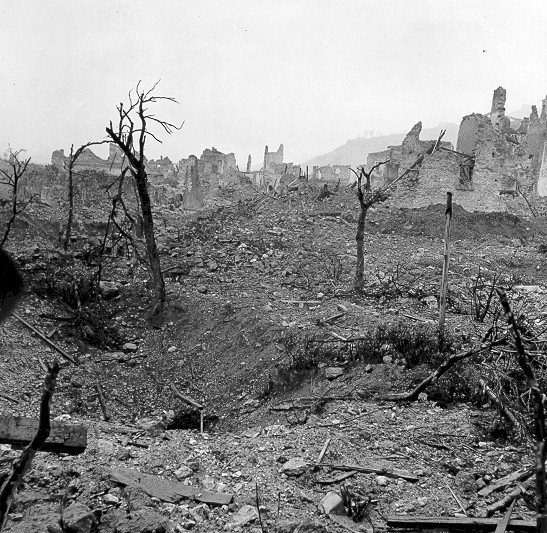
1944: Monte Cassino depois da batalha.

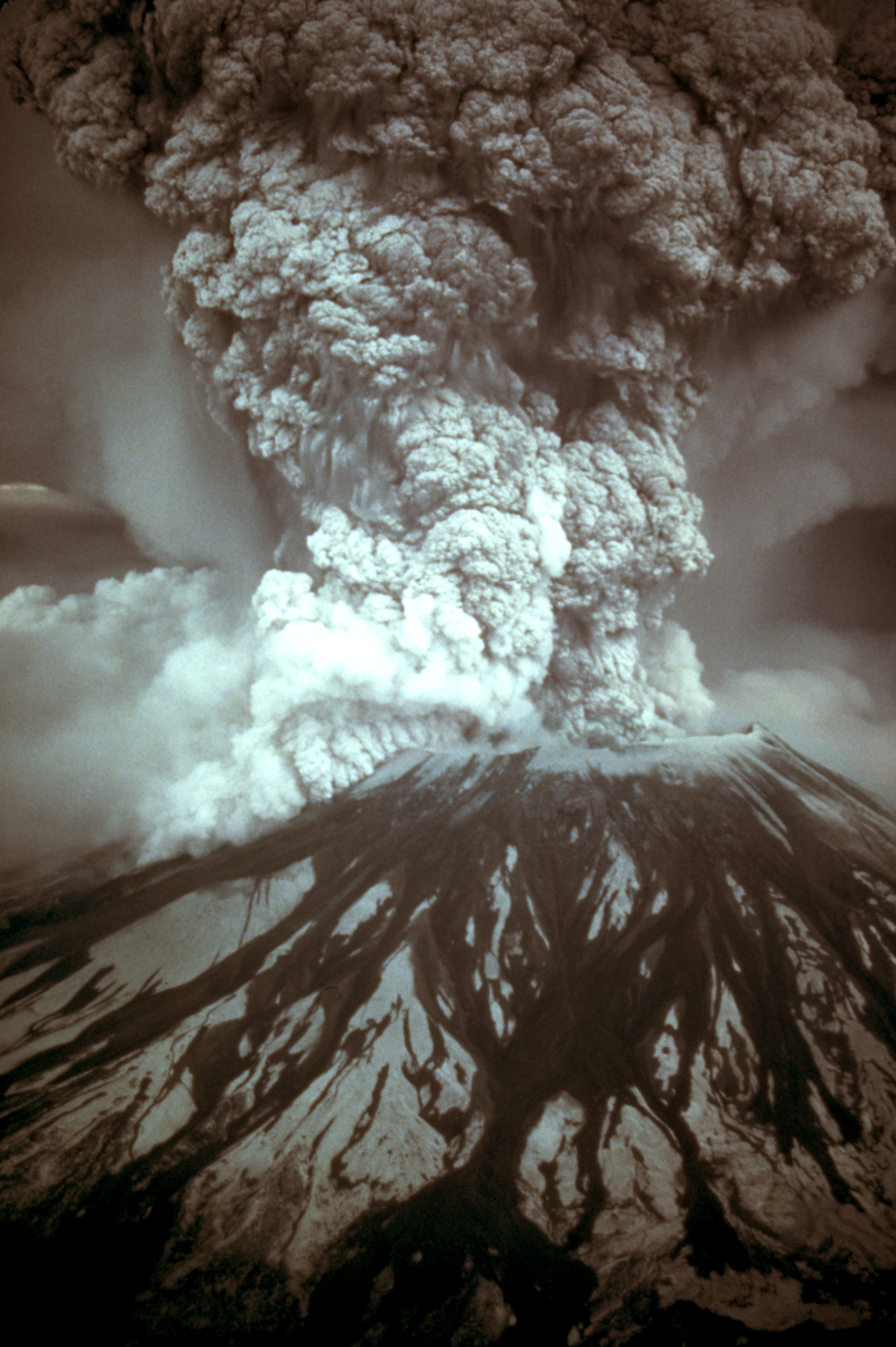
1980: Erupção do Monte Santa Helena.

- 0332 — Constantino, o Grande, anuncia a distribuição gratuita de comida para os cidadãos de Constantinopla.
- 0872 — Luís II da Germânia é coroado pela segunda vez como Imperador Romano-Germânico em Roma, com a idade de 47 anos. Sua primeira coroação foi 28 anos antes, em 844, durante o reinado de seu pai Lotário I.
- 1096 — Primeira Cruzada: Cerca de 800 judeus são massacrados em Worms, Sacro Império Romano-Germânico (atual Alemanha).
- 1152 — O príncipe Henrique Plantageneta casa com a duquesa Leonor da Aquitânia. Tornar-se-ia o rei o rei Henrique II da Inglaterra dois anos depois, após a morte de seu primo Estêvão.
- 1268 — O Principado de Antioquia, um estado cruzado, cai nas mãos do sultão mameluco Baibars no Cerco de Antioquia.
- 1291 — Queda de Acre, fim da presença dos cruzados na Terra Santa.
- 1302 — Matinas de Bruges, o massacre noturno da guarnição francesa em Bruges por membros da milícia flamenga local.
- 1388 — Durante a Batalha do Lago Buir, o General Lan Yu lidera um exército chinês para esmagar as hordas mongóis de Tögüs Temür, o cã da Mongólia.
- 1499 — Alonso de Ojeda parte de Cádis em sua viagem para o que hoje é a Venezuela.
- 1565 — Início do Cerco de Malta, no qual as forças otomanas tentam e não conseguem conquistar Malta.
- 1593 — As acusações de heresia do dramaturgo inglês Thomas Kyd levam a um mandado de prisão contra Christopher Marlowe. Ambos eram contemporâneos de William Shakespeare.
- 1695 — O terremoto Linfen de 1695 em Xanxim, China, causando danos extremos e matando pelo menos 52 000 pessoas.[1]
- 1756 — Início da Guerra dos Sete Anos, quando a Grã-Bretanha declara guerra à França.
- 1794 — Batalha de Tourcoing durante a campanha de Flandres da Guerra da Primeira Coalizão.
- 1803 — Guerras Napoleônicas: o Reino Unido revoga o Tratado de Amiens e declara guerra à França.
- 1804 — Napoleão I é proclamado imperador dos franceses pelo senado francês.
- 1811 — Batalha de Las Piedras: O primeiro grande triunfo militar da revolução do Río de la Plata no Uruguai liderada por José Artigas.
- 1812 — John Bellingham é considerado culpado e condenado à morte por enforcamento pelo assassinato do primeiro-ministro britânico Spencer Perceval.
- 1848 — Abertura da primeira Assembleia Nacional Alemã (Parlamento de Frankfurt) em Frankfurt, Alemanha.
- 1863 — Guerra de Secessão: começa o Cerco de Vicksburg.
- 1896 — Tragédia de Khodynka: um pânico em massa no campo de Khodynka em Moscou durante as festividades da coroação do Imperador Nicolau II resulta na morte de 1 389 pessoas.
- 1900 — Reino Unido proclama um protetorado sobre Tonga.
- 1927 — Massacre de Bath School: quarenta e cinco pessoas, incluindo muitas crianças, são mortas por bombas colocadas por um membro do conselho escolar descontente em Michigan, Estados Unidos.
- 1944
  - Segunda Guerra Mundial: Batalha de Monte Cassino: após sete dias da quarta batalha os paraquedistas alemães evacuam Monte Cassino.
  - Deportação dos tártaros da Crimeia pelo governo da União Soviética.
- 1948 — O Primeiro Legislativo Yuan da República da China se reúne oficialmente em Nanquim.
- 1953 — Jacqueline Cochran torna-se a primeira mulher a quebrar a barreira do som.
- 1955 — Término da Operação Passagem para a Liberdade, a evacuação de 310 000 civis vietnamitas, soldados e membros não vietnamitas do Exército francês do Vietnã do Norte comunista para o Vietnã do Sul capitalista após o final da Primeira Guerra da Indochina.
- 1965 — O espião israelense Eli Cohen é enforcado em Damasco, na Síria.
- 1969 — Programa Apollo: lançamento da Apollo 10.
- 1974 — Teste de arma nuclear: sob o projeto Smiling Buddha, a Índia detona com sucesso sua primeira bomba nuclear, tornando-se a sexta nação a fazê-lo.
- 1980
  - Monte Santa Helena entra em erupção no estado de Washington, Estados Unidos, matando 57 pessoas.
  - Alunos de Gwangju, Coreia do Sul, iniciam manifestações pedindo reformas democráticas.
- 1991 — O norte da Somália declara independência do resto da Somália como República da Somalilândia, mas não é reconhecido pela comunidade internacional.
- 1993 — Tumultos em Nørrebro, Copenhagen, causados pela aprovação das quatro exceções dinamarquesas no referendo do Tratado de Maastricht. A polícia abre fogo contra civis pela primeira vez desde a Segunda Guerra Mundial e fere 11 manifestantes.[2]
- 1994 — As tropas israelenses terminam a retirada da Faixa de Gaza, cedendo a área para a Autoridade Nacional Palestina governar.
- 2005 — Uma segunda foto do Telescópio espacial Hubble confirma que Plutão tem duas luas adicionais, Nix e Hidra.
- 2018 — Mais de cem pessoas morrem após o Voo Cubana de Aviación 972 cair próximo de Havana, Cuba.

## Nascimentos

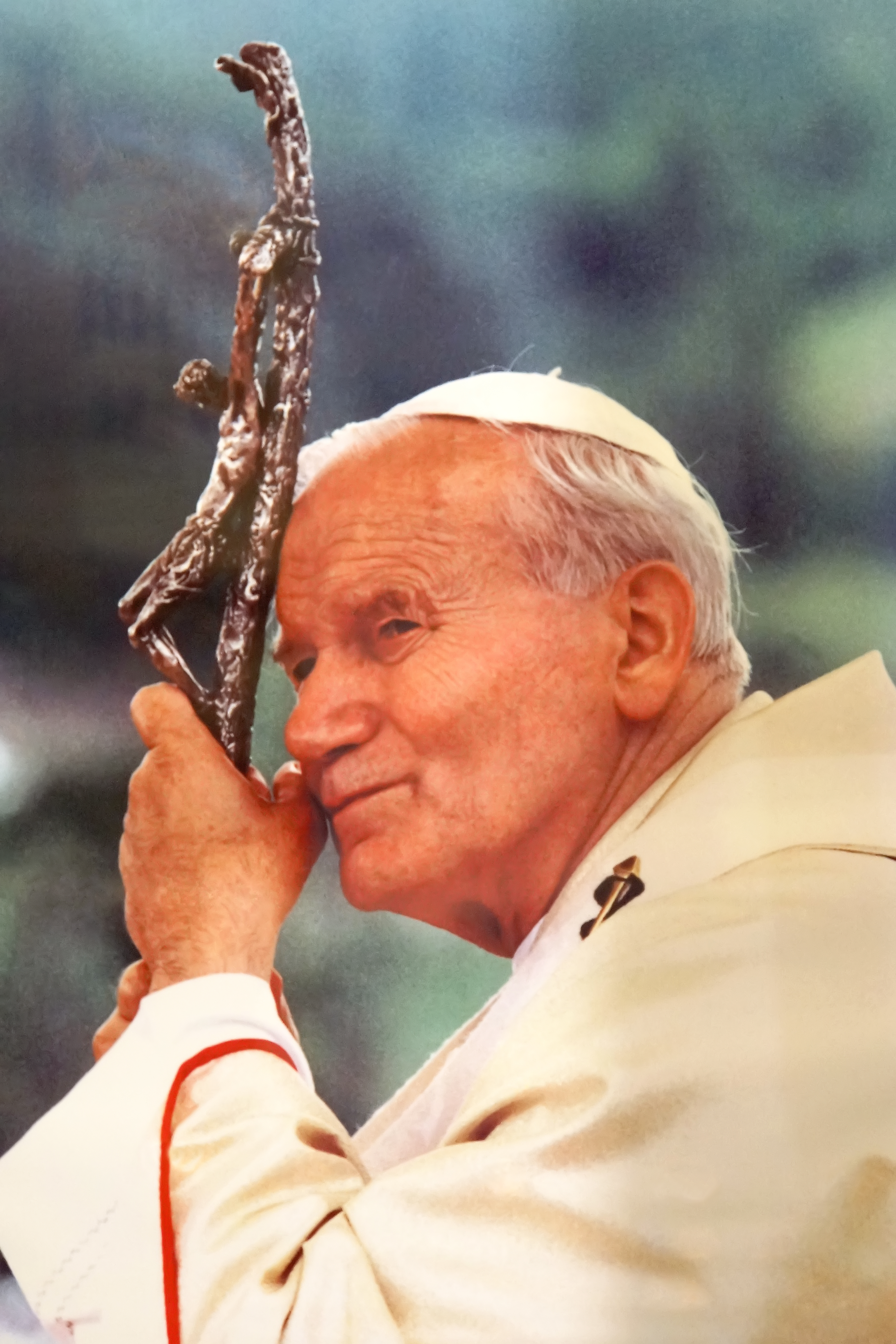
Papa João Paulo II

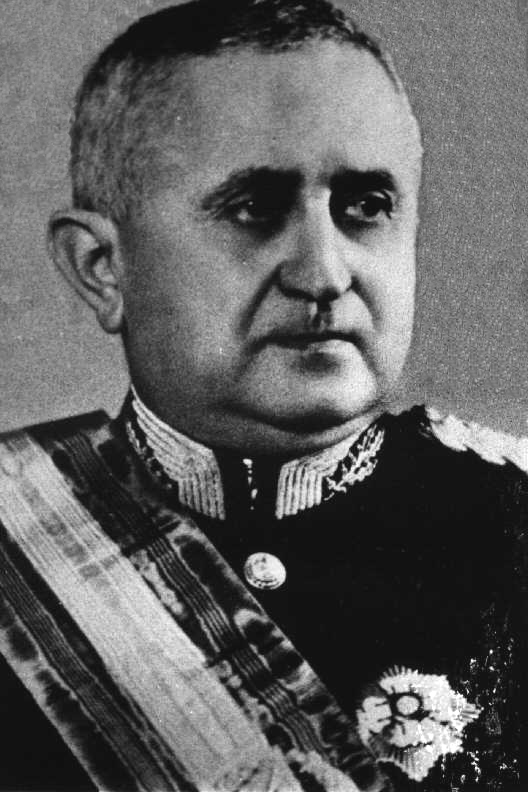
Eurico Gaspar Dutra

### Anteriores ao século XIX
- 1048 — Omar Caiam, matemático, poeta e filósofo persa (m. 1131).
- 1186 — Constantino de Rostóvia (m. 1218).
- 1269 — Alice de Saluzzo, nobre italiana (m. 1292).
- 1281 — Inês da Áustria, Rainha da Hungria (m. 1364).
- 1450 — Piero Soderini, político florentino (m. 1522).
- 1475 — Príncipe Afonso de Portugal (m. 1491).
- 1537 — Guido Luca Ferrero, cardeal italiano (m. 1585).
- 1616 — Johann Jacob Froberger, compositor alemão (m. 1667).
- 1631 — Estanislau Paczynski, sacerdote polonês (m. 1701).
- 1692 — Joseph Butler, bispo de Durham (m. 1752).
- 1710 — Johann II Bernoulli, matemático suíço (m. 1790).
- 1711 — Ruđer Bošković, padre, físico, astrônomo e matemático croata (m. 1787).
- 1733 — Magtymguly Pyragy, poeta e filósofo turcomeno (m. 1782).

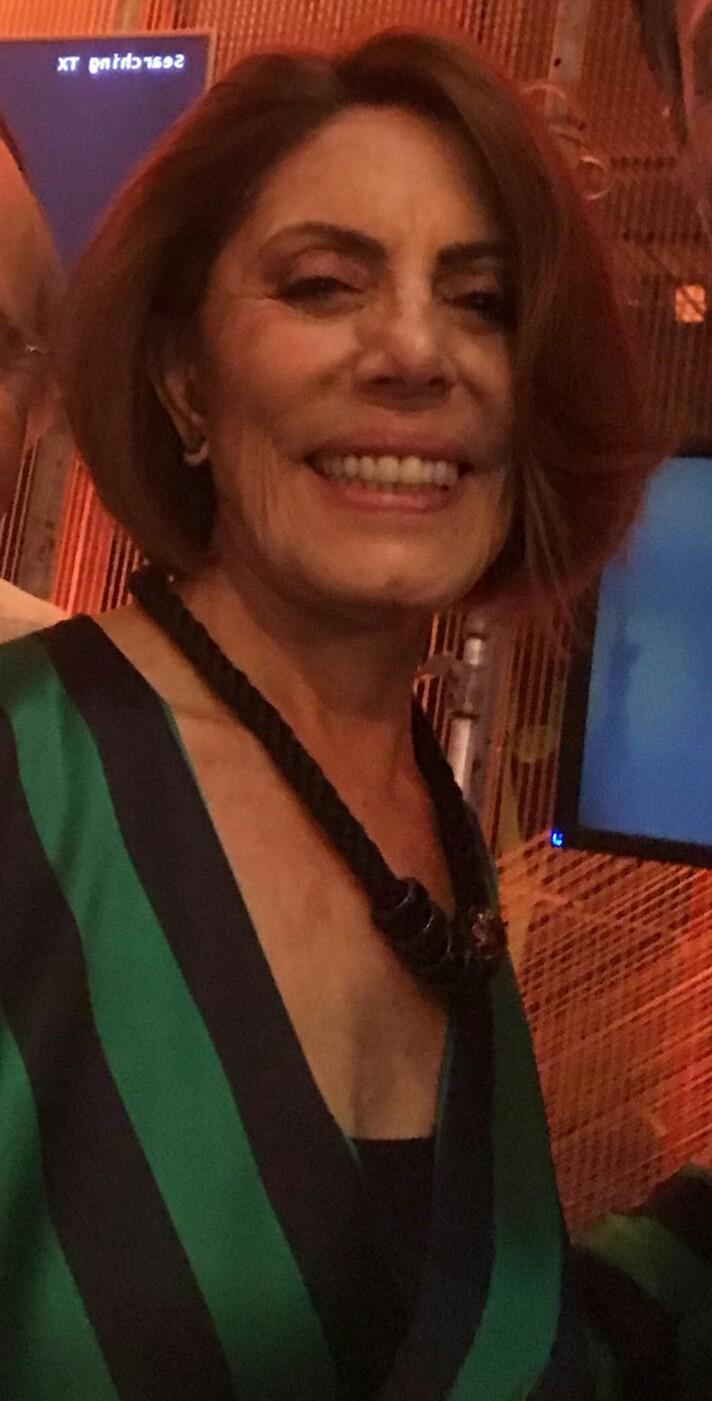
Mila Moreira

- Mila Moreira1742 — Félix de Azara, geógrafo e naturalista espanhol (m. 1821).
- 1761 — Christoph Gottfried Bardili, filósofo alemão (m. 1808).
- 1777 — John George Children, químico, mineralogista e zoólogo britânico (m. 1852).
- 1797 — Frederico Augusto II da Saxônia (m. 1854).

### Século XIX
- 1804 — Jules Dupuit, engenheiro e economista francês (m. 1866).
- 1808
  - Venancio Flores, político uruguaio (m. 1868).
  - Marc Caussidière, líder revolucionário francês (m. 1861).
- 1821 — Isabel Fernanda de Bourbon, condessa Gurowska (m. 1897).
- 1822 — Mathew Brady, fotógrafo estadunidense (m. 1896).
- 1824 — Wilhelm Hofmeister, botânico alemão (m. 1877)
- 1830 — Karl Goldmark, compositor húngaro (m. 1915).
- 1848 — Hermann Diels, filólogo e historiador alemão (m. 1922).
- 1850 — Oliver Heaviside, físico britânico (m. 1925).
- 1855 — Francis Bellamy, escritor estadunidense (m. 1931).
- 1868
  - António da Rocha Peixoto, naturalista, arqueólogo e etnógrafo português (m. 1909).
  - Nicolau II da Rússia (m. 1918).

- 1869 — Ruperto, Príncipe Herdeiro da Baviera (m. 1955).
- 1872 — Bertrand Russell, filósofo e matemático britânico (m. 1970).
- 1876 — Hermann Müller, político alemão (m. 1931).
- 1883
  - Walter Gropius, arquiteto alemão (m. 1969).
  - Eurico Gaspar Dutra, militar e político brasileiro, 16.° presidente do Brasil (m. 1974).
- 1891 — Rudolf Carnap, filósofo alemão (m. 1970).
- 1893 — Pierre Albarran, tenista francês (m. 1960).
- 1895 — Augusto César Sandino, líder revolucionário nicaraguense (m. 1934).
- 1896 — Martin Munkácsi, fotógrafo húngaro (m. 1963).
- 1897 — Frank Capra, cineasta estadunidense (m. 1991).

### Século XX

#### 1901–1950
- 1901 — Vincent du Vigneaud, químico estadunidense (m. 1978).
- 1904 — Art Landy, animador norte-americano (m. 1977).
- 1905 — Mário Tavares Chicó, historiador de arte e professor universitário português (m. 1966).
- 1909 — Htin Aung, escritor birmanês (m. 1978).
- 1911 — Big Joe Turner, cantor norte-americano (m. 1985).
- 1912
  - Perry Como, cantor e ator estadunidense (m. 2001).
  - Walter Sisulu, político sul-africano (m. 2003).
- 1914 — Marcel Bernard, tenista francês (m. 1994).
- 1917 — Bill Everett, cartunista estadunidense (m. 1973).
- 1918
  - Massimo Girotti, ator italiano (m. 2003).
  - Franjo Wölfl, futebolista e treinador de futebol croata (m. 1987).
- 1920
  - Papa João Paulo II (m. 2005).
  - René Pontoni, futebolista e treinador de futebol argentino (m. 1983).
- 1923 — Hugh Shearer, político jamaicano (m. 2004).
- 1924 — Priscilla Pointer, atriz americana (m. 2025).
- 1925 — Justus Dahinden, arquiteto e teórico de arquitetura suíço (m. 2020).
- 1926
  - Julio César Britos, futebolista uruguaio (m. 1998).
  - Georges Gandil, canoísta francês (m. 1999).
- 1927 — Antonio Paes de Andrade, advogado e político brasileiro (m. 2015).
- 1928 — Jo Schlesser, automobilista francês (m. 1968).
- 1930
  - Ana Ariel, atriz brasileira (m. 2004).
  - Elsimar Coutinho, médico brasileiro (m. 2020).
- 1931 — Bruce Halford, automobilista britânico (m. 2001).
- 1933
  - Bernadette Chirac, política francesa.
  - Deve Gowda, político indiano.
- 1934 — Don Bachardy, pintor norte-americano.
- 1936 — Moacyr Claudino Pinto, ex-futebolista brasileiro.
- 1937 — Jacques Santer, político luxemburguês.
- 1939 — Peter Grünberg, físico alemão (m. 2018).
- 1941 — Miriam Margolyes, atriz britânica.
- 1942
  - José Paulo de Andrade, jornalista e radialista brasileiro (m. 2020).
  - Nobby Stiles, futebolista britânico (m. 2020).
  - Franz de Castro Holzwarth, advogado e ativista brasileiro (m. 1981).
- 1943
  - Jimmy Snuka, lutador e ator fijiano-americano (m. 2007).
  - José Henrique, ex-futebolista português.
- 1944 — Albert Hammond, compositor, cantor e produtor musical britânico.
- 1946
  - Andreas Katsulas, ator estadunidense (m. 2006).
  - Günther Messner, alpinista italiano (m. 1970).
  - Mila Moreira, atriz brasileira (m. 2021).
  - Ray Richards, ex-futebolista e treinador de futebol australiano.
- 1947
  - Hugh Keays-Byrne, ator anglo-australiano (m. 2020).
  - John Bruton, advogado e político irlandês (m. 2024).
- 1948 — Tom Udall, advogado e político norte-americano.
- 1949
  - Rick Wakeman, músico britânico.
  - Zé Maria, ex-futebolista brasileiro.
  - Georges Leekens, ex-futebolista e treinador de futebol belga.
- 1950
  - Mark Mothersbaugh, músico estadunidense.
  - Thomas Gottschalk, ator e apresentador de televisão alemão.

#### 1951–2000
- 1951
  - Angela Voigt, atleta alemã (m. 2013).
  - Bernard Feringa, químico neerlandês.
- 1952
  - George Strait, cantor estadunidense.
  - Andrew Gross, escritor norte-americano (m. 2025).
- 1953 — Tião Bocalom, matemático e político brasileiro.
- 1954
  - Eric Gerets, ex-futebolista e treinador de futebol belga.
  - Stella Freitas, atriz brasileira.
  - Jaques Morelenbaum, músico, produtor musical, arranjador, compositor e maestro brasileiro.
- 1956
  - Philip Arnold Subira Anyolo, arcebispo queniano.
  - Lothar Thoms, ciclista alemão (m. 2017).
- 1957 — Tertius Zongo, político burquinês.
- 1959
  - Biro-Biro, ex-futebolista, treinador de futebol e político brasileiro.
  - António Cordeiro, ator português (m. 2021).
  - Celso Borges, poeta, jornalista e letrista brasileiro (m. 2023).
- 1960
  - Yannick Noah, ex-tenista, cantor e treinador de tênis francês.
  - Dóris Giesse, jornalista, apresentadora de televisão, modelo e atriz brasileira.
  - Luís Henrique, ex-futebolista brasileiro.
  - Artur Almeida, jornalista brasileiro (m. 2017).
  - Mohammed Omar, político e militar afegão (m. 2013).
- 1962
  - Mike Whitmarsh, jogador de vôlei estadunidense (m. 2009).
  - José Olympio Pereira, empresário e colecionador de arte brasileiro.
  - Sandra Cretu, cantora e atriz alemã.
  - Nathaniel Parker, ator britânico.
- 1963 — David Bartimej Tencer, bispo católico eslovaco.
- 1965
  - Ingo Schwichtenberg, músico alemão (m. 1995).
  - Desidério Murcho, filósofo, professor e escritor português.
- 1966
  - Teresa Villaverde, cineasta portuguesa.
  - Michael Tait, cantor estadunidense.
  - Bent Skammelsrud, ex-futebolista norueguês.
- 1967
  - Heinz-Harald Frentzen, ex-automobilista alemão.
  - Nancy Juvonen, produtora de cinema norte-americana.
- 1968
  - David Carabott, ex-futebolista e treinador de futebol maltês.
  - Shelley Lubben, atriz e escritora estadunidense (m. 2019)
- 1969
  - Antônio Carlos Zago, ex-futebolista e treinador de futebol brasileiro.
  - Helena Noguerra, atriz e cantora belga.
- 1970
  - Tina Fey, roteirista, comediante e atriz estadunidense.
  - Valeriy Popovich, ex-futebolista e treinador de futebol russo.
- 1971
  - Brad Friedel, ex-futebolista estadunidense.
  - Adamari López, atriz porto-riquenha.
  - Márcio Costa, ex-futebolista brasileiro.
  - Marcelo Saralegui, ex-futebolista uruguaio.
  - Franklin, ex-jogador de futsal brasileiro.
- 1972 — Edu Falaschi, músico brasileiro.
- 1973
  - Tohru Ukawa, ex-motociclista japonês.
  - Pegguy Arphexad, ex-futebolista francês.
  - Raoul Savoy, treinador de futebol suíço.
- 1974
  - Felipe Folgosi, ator e apresentador de televisão brasileiro.
  - Edu Guedes, apresentador de televisão, chef de cozinha e automobilista brasileiro.
- 1975
  - Jack Johnson, cantor estadunidense.
  - Leonel Pilipauskas, ex-futebolista uruguaio.
  - John Higgins, jogador de snooker britânico.
- 1976 — PG, cantor brasileiro.
- 1977 — Richard Hastings, ex-futebolista canadense.
- 1978
  - Ricardo Carvalho, ex-futebolista português.
  - Helton Arruda, ex-futebolista brasileiro.
  - Agnieszka Smoczyńska, diretora de cinema e escritora polonesa.
  - André Leonel, ex-futebolista brasileiro.
  - Chad Donella, ator canadense.
- 1979
  - Helder Barbalho, político brasileiro.
  - Gabriel Gonzaga, lutador brasileiro de artes marciais mistas.
  - Mariusz Lewandowski, ex-futebolista polonês.
  - Milivoje Novakovič, ex-futebolista esloveno.
  - Bruno Bonfim, ex-nadador brasileiro.
  - Julián Speroni, ex-futebolista argentino.
- 1980
  - Matt Long, ator estadunidense.
  - Michaël Llodra, ex-tenista francês.
  - Diego López, ex-futebolista e treinador de futebol uruguaio.
- 1981
  - Edu Dracena, ex-futebolista brasileiro.
  - Mahamadou Diarra, ex-futebolista malinês.
  - Sílvia Alberto, apresentadora de televisão portuguesa.
  - Thiago Soares, bailarino brasileiro.
  - Felipe Moura Brasil, jornalista, escritor, apresentador de televisão e blogueiro brasileiro.
- 1982
  - Leandro Donizete, ex-futebolista brasileiro.
  - Pablo Sanábio, ator brasileiro.
- 1983 — Alejandro Da Silva, ex-futebolista paraguaio.
- 1984
  - Kamil Kopúnek, ex-futebolista eslovaco.
  - Simon Pagenaud, automobilista francês.
  - Matheus Ceará, humorista brasileiro.
- 1985
  - Henrique Sereno, ex-futebolista português.
  - Adama Tamboura, ex-futebolista malinês.
  - Thiago Feltri, ex-futebolista brasileiro.
- 1986
  - Kevin Anderson, tenista sul-africano.
  - Sabrina Delannoy, futebolista francesa.
- 1987 — Luisana Lopilato, atriz, cantora e modelo argentina.
- 1988
  - Ryan Cooley, ator canadense.
  - Tatsuma Ito, ex-tenista japonês.
  - Kamilla Gafurzianova, esgrimista russa.
  - Kévin Réza, ciclista francês.
  - Taeyang, cantor, modelo e dançarino sul-coreano.
- 1989
  - Renan dos Santos, futebolista brasileiro.
  - Andrea Mei, futebolista italiano.
  - Alexandru Chipciu, futebolista romeno.
  - Eugénie Le Sommer, futebolista francesa.
  - Jonathan Rivierez, futebolista francês.
- 1990
  - Federico Laurito, ex-futebolista argentino.
  - Débora Menezes, atleta paralímpica brasileira.
  - Yuya Osako, futebolista japonês.
- 1991 — Manu Tuilagi, jogador de rugby samoano.
- 1992
  - Spencer Breslin, ator, dublador e músico estadunidense.
  - Fernando Pacheco, futebolista espanhol.
  - Conor Washington, futebolista britânico.
- 1993
  - Luciano Neves, futebolista brasileiro.
  - Julia Gama, modelo e atriz brasileira.
  - Joan Ángel Román, futebolista espanhol.
- 1994
  - Laura Natalia Esquivel, atriz e cantora argentina.
  - Naomi Schiff, automobilista belgo-ruandesa.
  - Ebru Şahin, modelo e atriz turca.
- 1995
  - Raquel de Queiroz, atriz brasileira.
  - Jules Danilo, motociclista francês.
  - Asia Ortega, atriz e bailarina espanhola.
  - Kyle Dagostino, jogador de vôlei norte-americano.
- 1996
  - Violett Beane, atriz norte-americana.
  - Rémy Rochas, ciclista francês.
- 1997 — Omar Jasika, tenista australiano.
- 1998
  - Polina Edmunds, patinadora artística estadunidense.
  - Bright Enobakhare, futebolista nigeriano.
- 1999
  - Laura Omloop, cantora belga.
  - Nuttarat Tangwai, ator e cantor tailandês.
- 2000 — Ryan Sessegnon, futebolista britânico.

### Século XXI
- 2001
  - Emma Navarro, tenista norte-americana.
  - Duda Sampaio, futebolista brasileira.
- 2002
  - John Kennedy, futebolista brasileiro.
  - Murilo Sartori, nadador brasileiro.
- 2005 — Alexandria Villaseñor, ativista norte-americana.

## Mortes

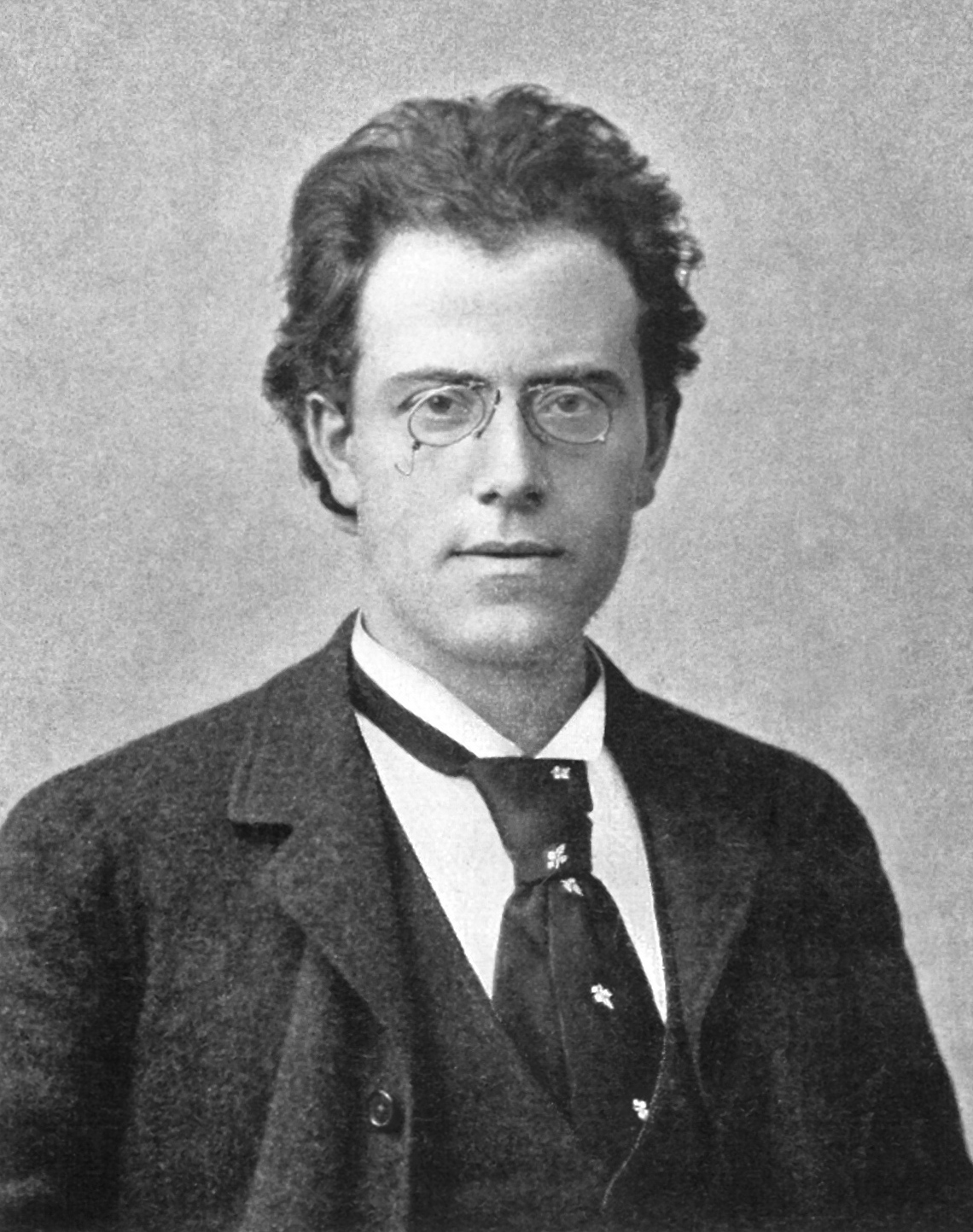
Gustav Mahler

### Anteriores ao século XIX
- 0526 — Papa João I (n. 485).
- 0893 — Estevão I de Constantinopla, patriarca de Constantinopla (n. 867).
- 0978 — Frederico I da Lorena, conde de Bar e duque da Lorena Superior (n. c. 942).
- 1160 — Érico IX da Suécia (n. c. 1120).
- 1410 — Roberto da Germânia, rei dos Romanos (n. 1352).
- 1551 — Domenico Beccafumi, pintor italiano (n. 1486).
- 1675 — Jacques Marquette, missionário e explorador francês (n. 1637).
- 1692 — Elias Ashmole, antiquário inglês (n. 1617).
- 1733 — Georg Böhm, organista alemão (n. 1761).Chris Cornell

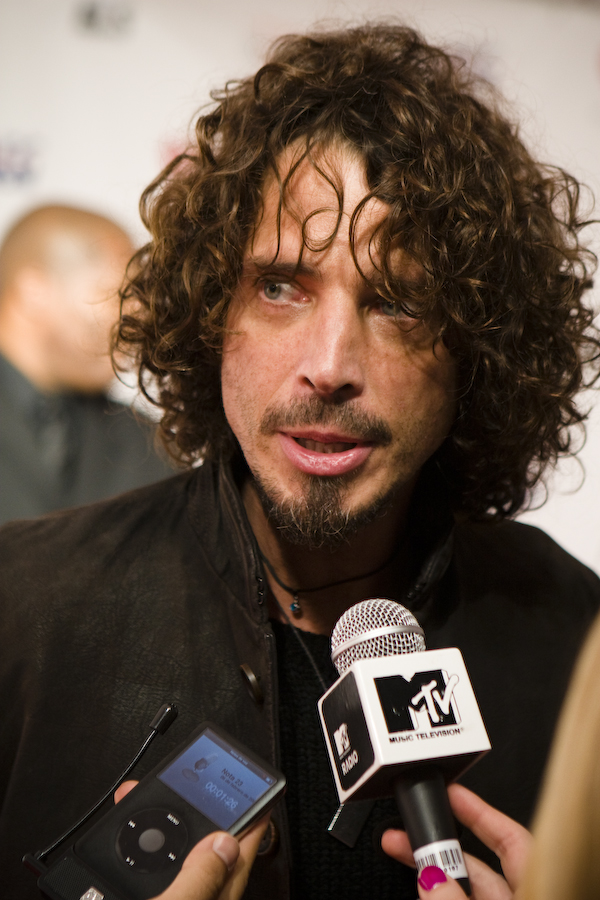
Chris Cornell

- 1781 — Túpac Amaru II, cacique peruano (n. 1738).
- 1799 — Pierre Beaumarchais, autor de teatro francês (n. 1732).
- 1800 — Alexander Suvorov, general russo (n. 1729).

### Século XIX
- 1849 — Samuel Amsler, gravurista suíço (n. 1791).
- 1853 — Lionel Kieseritzky, enxadrista russo (n. 1806).
- 1889 — Isabella Glyn, atriz britânica (n. 1823).
- 1896 — Cristiano Benedito Ottoni, militar, engenheiro e político brasileiro (n. 1811).
- 1900 — Félix Ravaisson, filósofo e arqueólogo francês (n. 1813).
- 1901 — Wilhelmina Powlett, Duquesa de Cleveland, historiadora e escritora inglesa (n. 1819).

### Século XX
- 1909
  - George Meredith, novelista e poeta britânico (n. 1828).
  - Isaac Albéniz, compositor espanhol (n. 1860).
- 1911 — Gustav Mahler, compositor austríaco (n. 1860).
- 1922 — Charles Louis Alphonse Laveran, médico francês (n. 1845).
- 1941 — Werner Sombart, economista alemão (n. 1863).
- 1971 — José Augusto Bezerra de Medeiros, político brasileiro (n. 1884).
- 1975
  - Aníbal Troilo, músico argentino (n. 1914).
  - Kasimir Fajans, químico e físico estadunidense (n. 1887).
- 1980 — Ian Curtis, músico britânico (n. 1956).
- 1981 — William Saroyan, escritor estadunidense (n. 1908).
- 1988
  - Anthony Forwood, ator inglês (n. 1915).
  - Daws Butler, dublador estadunidense (n. 1916).
- 1990 — Jill Ireland, atriz britânica (n. 1936).
- 1995
  - Elisha Cook, Jr., ator estadunidense (n. 1903).
  - Elizabeth Montgomery, atriz estadunidense (n. 1933).
  - Alexander Godunov, dançarino e ator russo (n. 1949).
- 1999
  - Dias Gomes, autor de telenovelas brasileiro (n. 1922).
  - Augustus Pablo, músico e produtor musical jamaicano (n. 1954).
  - Betty Robinson, atleta estadunidense (n. 1911).
- 2000 — Domingos Antônio da Guia, futebolista brasileiro (n. 1912).

### Século XXI
- 2002 — Davey Boy Smith, wrestler britânico (n. 1962).
- 2004 — Elvin Jones, baterista estadunidense (n. 1927).
- 2007 — Pierre-Gilles de Gennes, físico francês (n. 1932).
- 2009
  - Dolla, rapper estadunidense (n. 1987).
  - Wayne Allwine, dublador e editor de efeitos sonoros estadunidense (n. 1947).
- 2010 — Edoardo Sanguineti, poeta italiano (n. 1930).
- 2013
  - Arthur Malet, ator inglês (n. 1927).
  - Steve Forrest, ator estadunidense (n. 1925).
- 2017
  - Jacque Fresco, engenheiro social, escritor, professor e futurologista estadunidense (n. 1916).
  - Chris Cornell, cantor e compositor estadunidense (n. 1964).
- 2018 — Darío Castrillón Hoyos, cardeal colombiano (n. 1929).
- 2020 — Laudo Natel, político, empresário e dirigente esportivo brasileiro (n. 1920).

## Feriados e eventos cíclicos

### Internacional
- Dia Internacional dos Museus

### Brasil
- Dia Nacional de Combate ao Abuso e à Exploração Sexual de Crianças e Adolescentes
- Aniversário dos municípios de Caruaru e Bezerros (Pernambuco) e Coruripe (Alagoas) e Guaíra (São Paulo)
- Dia Nacional da Luta Antimanicomial

### Cristianismo
- Érico IX da Suécia
- Félix de Cantalice
- Papa João I
- Venâncio de Camerino

## Outros calendários
- No calendário romano era o 15.º dia (XV) antes das calendas de junho.
- No calendário litúrgico tem a letra dominical E para o dia da semana.
- No calendário gregoriano a epacta do dia é xi.